# Falcão-mateiro
O falcão-mateiro, também gavião-mateiro ou falcão-mateiro-de-olhos-brancos,  (Micrastur gilvicollis) é uma espécie de ave de rapina da família Falconidae. Também conhecido como falcão-amazónico.
Pode ser encontrada nos seguintes países: Bolívia, Brasil, Colômbia, Equador, Guiana Francesa, Guiana, Peru, Suriname e Venezuela.
Os seus habitats naturais são: florestas subtropicais ou tropicais húmidas de baixa altitude.